# Années 620
Les années 620 couvrent la période de 620 à 629.

## Événements
- 622-625 : début de la diffusion de l'Islam en Arabie : Hégire (622) ; constitution de Médine (v.623) ; bataille de Badr (624) ; bataille de Uhud (625)[1].
  - Après avoir été persécuté pendant des années à La Mecque, les partisans de Mahomet mènent une série de batailles conformément aux textes de l'Islam comme dans ce verset dans sa traduction du sens : « Autorisation est donnée à ceux qui sont attaqués (de se défendre) - parce que vraiment ils sont lésés ; et Allah est certes capable de les secourir - ceux qui ont été expulsés de leurs demeures, - contre toute justice, simplement parce qu'ils disaient : « Allah est notre Seigneur ». (Coran,22:38-39)[2] Le cinquième du butin, la Ghanîma, est redistribué de la façon décrite dans le Coran « Et sachez que, de tout butin que vous avez ramassé, le cinquième appartient à Allah, au messager, à ses proches parents, aux orphelins, aux pauvres, et aux voyageurs (en détresse). » (Coran,8 :41)[3]. Des affrontements de plus en plus sérieux à Badr puis au mont Uhud ont lieu ces années-ci.
  - Le message d’Allah, transmis oralement (qur’ân) commence à être rassemblé. Les obligations des musulmans se précisent : prières quotidiennes et en commun le vendredi, jeûne du ramadan, aumône légale (zakât)[4]. Ainsi que l'appel à la prière par le muezzin en 623. Le premier muezzin est l'abyssin Bilal ibn Rabah[5].

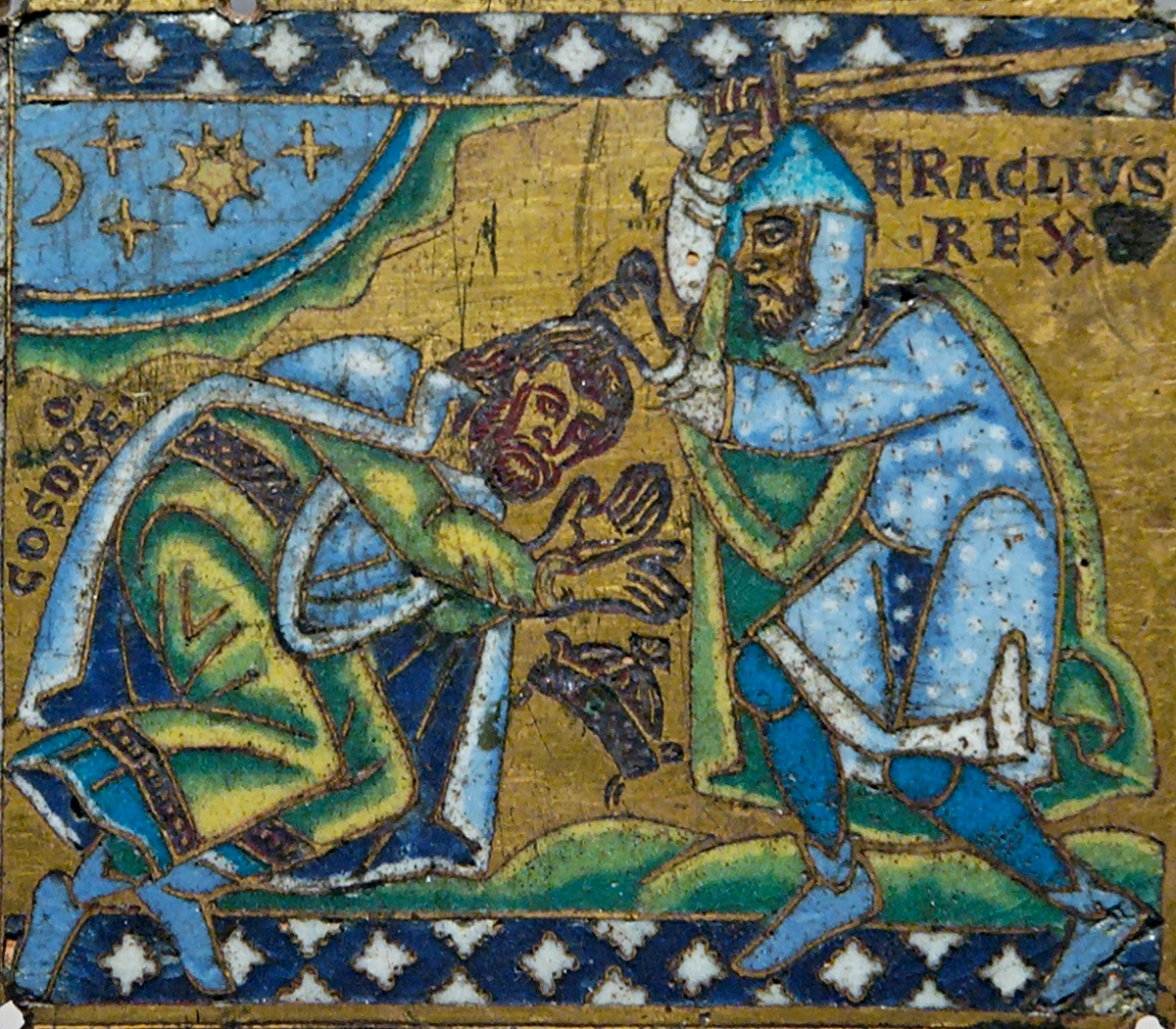
Chérubin et l'empereur byzantin Héraclius soumettant le roi sassanide Khosro II, plaque provenant d'une croix. Émail champlevé sur cuivre doré, 1160-1170, vallée de la Meuse.

- 622-629 : guerre entre empires perse et byzantin : reconquête byzantine de l'Asie Mineure, de la Syrie, de la Mésopotamie et de l'Égypte[4].
- Vers 623-658 : règne de Samo, roi des Wendes[6].
- Vers 624 : sépulture royale de Sutton Hoo attribuée probablement au roi d'Est-Anglie Rædwald. Parmi un ensemble de 15 tumuli, le cénotaphe renferme un bateau long de 27 mètres et large de 4 mètres contenant un important trésor[7].
- 626 : échec des Avars devant Constantinople. Révolte des Slaves contre les Avars. Deuxième migration des Serbes et des Croates dans les Balkans selon Constantin VII Porphyrogénète (De Administrando Imperio) quand l'empereur byzantin Héraclius demande l'aide des Slaves du Nord des Carpates contre les Avars[8]. Dans l’empire byzantin, les envahisseurs slaves forment des « sklavinies », petites principautés indépendantes les unes des autres, qui échappent plus ou moins complètement au pouvoir de l’empereur[4].
- 626-629 : les Slovènes se heurtent aux Bavarois sur le cours supérieur de la Drave[9].
- 627 : bataille du Fossé[10]. Bataille de Ninive[11].
- 629-632 : guerre civile en Perse[12].
- 630 : campagnes des Tang contre les Turcs orientaux. Le Khaganat turc oriental est soumis à la Chine pour cinquante ans (630-682)[13].

- À partir du règne de Dagobert (623-639), des missionnaires francs sont envoyées de Luxeuil, puis de Saint-Gall, pour convertir les Slaves[14].

## Personnages significatifs
- Clotaire II
- Dagobert Ier
- Edwin de Northumbrie
- Héraclius
- Honorius Ier
- Khosro II
- Mahomet
- Samo de Bohême
- Shōtoku (prince)
- Songtsen Gampo
- Swinthila
- Tang Taizong